# Château de Bombon
Le château de Bombon est un bâtiment situé à Bombon, en France. Il est partiellement inscrit aux monuments historiques depuis 1949.

## Situation et accès
L’édifice est situé au no 1 de la rue du Parc, au sein d’un terrain au sud du village de Bombon. Plus largement, il se trouve dans le département de Seine-et-Marne, en région Île-de-France.

## Histoire
Durant la Première Guerre mondiale, le général Ferdinand Foch y installe pendant un moment son état-major. Le château devient pendant un temps propriété de Félix Houphouët-Boigny, président de la Côte d’Ivoire.

## Structure

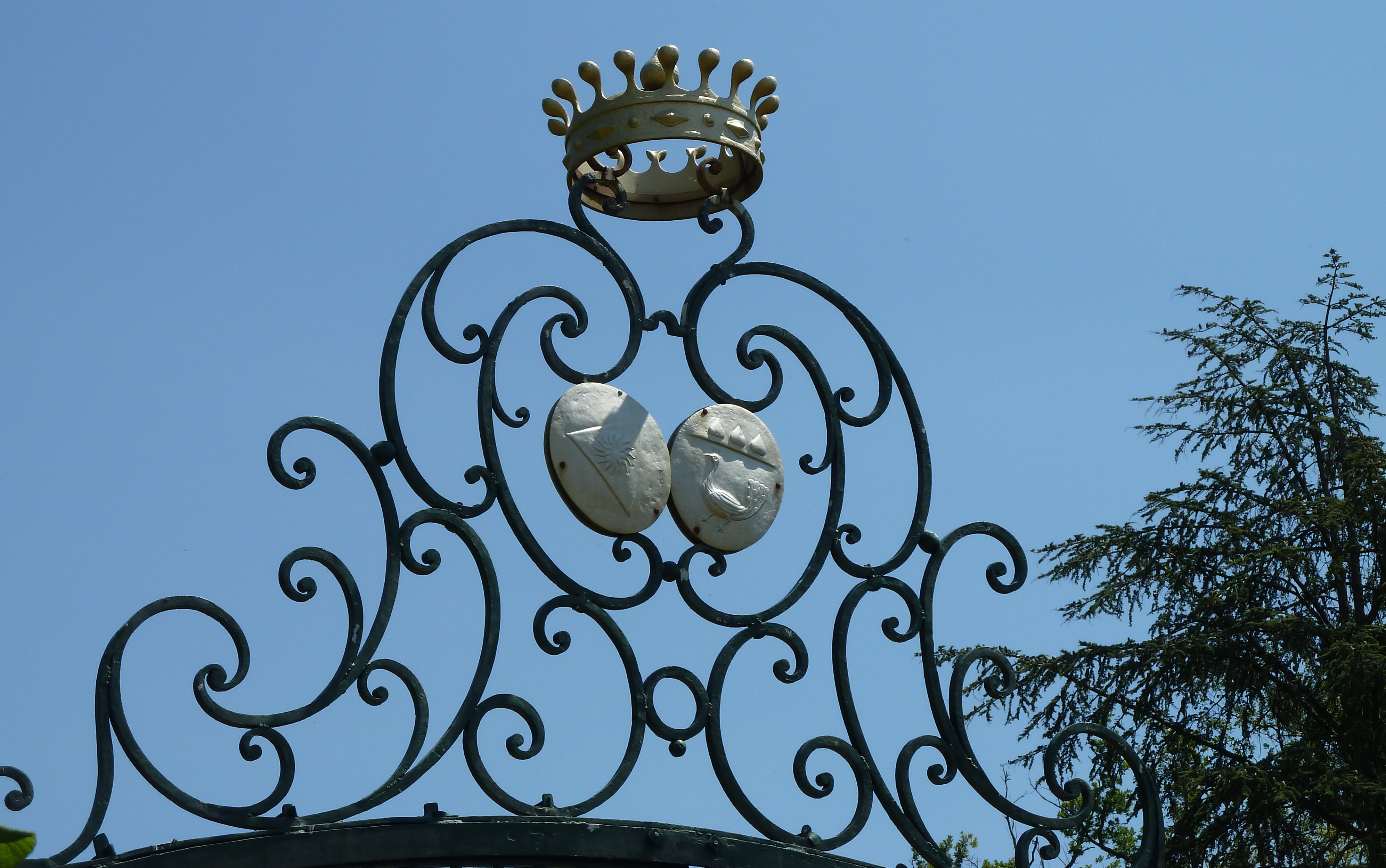
Détail de la grille.

## Statut patrimonial et juridique
Le château, les douves, les communs, ainsi que « la partie du parc limitée à l’ouest par le chemin de Bombon à la Borde, à l’est par le chemin de terre passant à 250 mètres du château », font l’objet d’une inscription au titre des monuments historiques par arrêté du 14 septembre 1949, en tant que propriété privée.